# Willingham by Stow
Willingham by Stow est une paroisse civile et un village du Lincolnshire, en Angleterre.